# Долішня Студена
Долішня Студе́на (болг. Долна Студена) — село в Русенській області Болгарії. Входить до складу общини Ценово.

## Населення
За даними перепису населення 2011 року у селі проживали 828 осіб.
Національний склад населення села:
| Національність   | Кількість осіб | Відсоток |
| ---------------- | -------------- | -------- |
| болгари          | 515            | 99,0%    |
| цигани           | 4              | 0,8%     |
| турки            | 0              | 0%       |
| Всього відповіли | 520            |          |

Розподіл населення за віком у 2011 році:
Динаміка населення: